# Android 11
Android 11 (кодовые названия во время разработки - Android Red Velvet Cake (торт «Красный бархат»), Android R) — одиннадцатая версия операционной системы Android. Релиз состоялся 8 сентября 2020 года.
По состоянию на май 2024 ▼14,66% мобильных устройств работало на данной системе.
На данный момент является алмазной серединой между поддержкой Google и root сегмента.
Первым телефоном, выпущенным в Европе с Android 11, был Vivo X51 5G, а после его полного стабильного выпуска первым телефоном в мире с Android 11 после Google Pixel 5 стал OnePlus 8T.

## Разработка
Первая предварительная версия Android 11 для разработчиков была выпущена 19 февраля 2020 года для линейки смартфонов Google Pixel (за исключением моделей Pixel и Pixel XL первого поколения). 18 марта была выпущена вторая предварительная версия, а 23 апреля и 6 мая соответственно — третья и четвёртая версии для разработчиков.
Релиз первой публичной бета-версии изначально должен был состояться 3 июня в рамках конференции Google I/O, которая была отменена из-за пандемии COVID-19. В итоге релиз бета-версии состоялся 10 июня 2020 года.

## Особенности
- Поддержка 5G.
- Улучшенная поддержка складных телефонов.
- Поддержка новых типов экранов.
- Улучшения системы обновления компонентов через Google Play — «Project Mainline».
- Улучшенная совместимость приложений.
- Новые возможности общения.
- Улучшенная поддержка нейросетей.
- Конфиденциальность и безопасность.
- Изменения в области связи, камеры и производительности:
  - Улучшения в области фильтрации звонков — через статус подтверждения STIR / SHAKEN для входящего вызова.
  - Улучшенный API по выбору оптимального Wi-Fi соединения
  - Поддержка анимированных файлов формата HEIF на системном уровне, для экономии данных и уменьшения размера apk.
  - Встроенный декодер изображений, новые API-интерфейсы NDK позволяют приложениям декодировать и кодировать изображения: JPEG, PNG, WebP, сохраняя при этом меньший размер APK.
  - Отключение звука во время захвата камеры — новые API для отключения вибрации звонков, сигналов будильника или уведомлений во время записи.
  - Декодирование видео с низкой задержкой в MediaCodec: минимальные задержки при декодировании видео, актуально для Google Stadia.
  - Режим HDMI с низкой задержкой — новые API для запроса автоматического режима с низкой задержкой, известного также как «игровой режим» на внешних дисплеях и телевизорах.